# Crête iliaque
La crête iliaque est le bord supérieur de l'os coxal et le bord supéro-latéral du grand bassin.

## Structure
La crête iliaque est le bord supérieur convexe de l'aile de l'ilium. Il est épais et rugueux en forme de S à concavité interne à l'avant et concavité externe à l'arrière.
Elle s'étend entre les bords antérieur et postérieur de l'aile de l'ilium entre l'épine iliaque antérieure et supérieure et l'épine iliaque postérieure et supérieure.
Son versant externe est épaissi dans sa partie moyenne par le tubercule iliaque.
Derrière l'épine iliaque antérieure et supérieure, elle se divise en une lèvre externe et interne séparée par la ligne intermédiaire.

### Lèvre externe de la crête iliaque
Les deux tiers antérieurs de la lèvre externe donne insertion au muscle oblique externe de l'abdomen et son tiers postérieur au muscle grand dorsal.
Sur toute sa longueur à l’extérieur des insertions musculaires, s’insère le fascia lata et l'aponévrose glutéale.

### Lèvre interne de la crête iliaque
Les deux tiers antérieurs de la lèvre interne donne insertion au muscle transverse de l'abdomen.
A l'arrière de cette insertion, se fixe le ligament ilio-lombaire, puis la masse sacro-lombiare.

### Ligne intermédiaire de la crête iliaque
Les deux tiers antérieurs de la ligne intermédiaire donne insertion au muscle oblique interne de l'abdomen, et à l'arrière au muscle carré des lombes.

## Aspect clinique
La crête iliaque est entièrement palpable sous la peau. Le sommet des crêtes iliaques marque le niveau du quatrième corps vertébral lombaire (L4), au-dessus ou au-dessous duquel une ponction lombaire peut être réalisée.
Elle héberge une grande quantité de moelle osseuse. C'est donc un site préférentiel de prélèvement de moelle osseuse pour collecter les cellules souches utilisées dans la greffe de moelle osseuse.
La crête iliaque est également considérée comme le meilleur site donneur pour les greffes osseuses lorsqu'une grande quantité d'os est nécessaire. Par exemple, la chirurgie maxillo-faciale utilise souvent l'os de la crête iliaque pour combler les gros défauts osseux de la cavité buccale causés par une maladie parodontale grave, une résorption osseuse excessive à la suite de la perte d'une dent, un traumatisme ou des malformations congénitales, notamment des fentes alvéolaires.